# Pierre de Bex
Pierre de Bex, appelé aussi Pierre Bex, né en 1594 et décédé par décapitation le 22 février 1651, seigneur de Freloux, est un jurisconsulte de la principauté de Liège qui fut quatre fois bourgmestre de Liège.

## Biographie

### Premiers mandats
Pierre de Bex est une des personnalités les plus influentes du parti des Grignoux, opposé au prince-évêque Ferdinand de Bavière et, de ce fait, considéré comme dévoué aux intérêts de la France. Il est nommé bourgmestre de Liège en 1623, 1627 et 1637 pour des mandats d'un an en collaboration avec un autre mandataire comme il en a été de coutume en Principauté de Liège pendant des siècles. En 1629, il est accusé de menées séditieuses, mais parvient à se défaire des accusations de la Cour des échevins. Il est délégué par la cité en 1640 pour négocier la paix de Tongres, dite la Paix fourrée. Cette paix revient notamment au règlement de 1603 et permet les retours du prince-évêque et des chefs Chiroux exilés.

### Premier exil
Il doit alors se réfugier cette même année à Maestricht afin d'échapper aux poursuites des Chiroux, opposés aux Grignoux et redevenus maîtres de la ville.

### Dernier mandat
Après cinq années d'exil, il rentre à Liège à la suite des massacres de la Saint-Grignoux du 21 juillet 1646. Les Grignoux reconquièrent le pouvoir et il retrouve un dernier mandat de bourgmestre en 1647. Mais, en 1649, de nouvelles exactions, cette fois commises par les Grignoux, entraînent la mise en place de la paix de Saint-Gilles et une grande instabilité politique.

### Second exil
Ne se sentant plus en sécurité, Pierre de Bex s'exile une nouvelle fois principalement à Herstal, localité proche de Liège, mais ne faisant pas partie intégrante de la Principauté de Liège, mais des Provinces-Unies.

### Exécution
Mais, le 3 février 1651, les hommes du nouveau prince-évêque Maximilien-Henri de Bavière parviennent à le capturer à Herstal à la suite de la rédaction d'une lettre compromettante prétendument écrite par Pierre de Bex au duc de Lorraine. Ramené à Liège, il est condamné à mort par le tribunal des échevins. Le prince-évêque propose de le gracier s'il lui demande pardon pour les actes qu'il a accomplis. Pierre de Bex refuse et est exécuté par décapitation à la hache le 22 février 1651 vers 15h sur la place du Marché en face d'en Neuvice. Le 3 novembre 1654, Maximilien-Henri de Bavière rend une ordonnance par laquelle il absout la mémoire de Pierre de Bex.

## Hommage
La rue de Bex, en plein centre de Liège et à quelques mètres du lieu de son exécution, lui rend hommage.

### Sources et bibliographie
- Ulysse Capitaine, Biographie nationale T. II pages 395 à 398, publiée par l'Académie royale des sciences, des lettres et des Beaux-arts de Belgique, Bruxelles, 1897.
- « Connaître la Wallonie : DE BEX Pierre », sur connaitrelawallonie.wallonie.be (consulté le 28 décembre 2019)
- Stanislas Bormans, « Testament du bourgmestre Pierre Bex », Bulletin de l'institut archéologique liégeois, Liège, t. IX,‎ 1868, p. 492-494 (ISSN 0776-1260, lire en ligne)
- Félix Magnette, « L'acte de réhabilitation du bourgmestre Pierre de Bex (1654) », Chronique archéologique du pays de Liège, t. XXV, no 2,‎ mars-juin 1934, p. 58-60 (lire en ligne)